# Honda Z 100

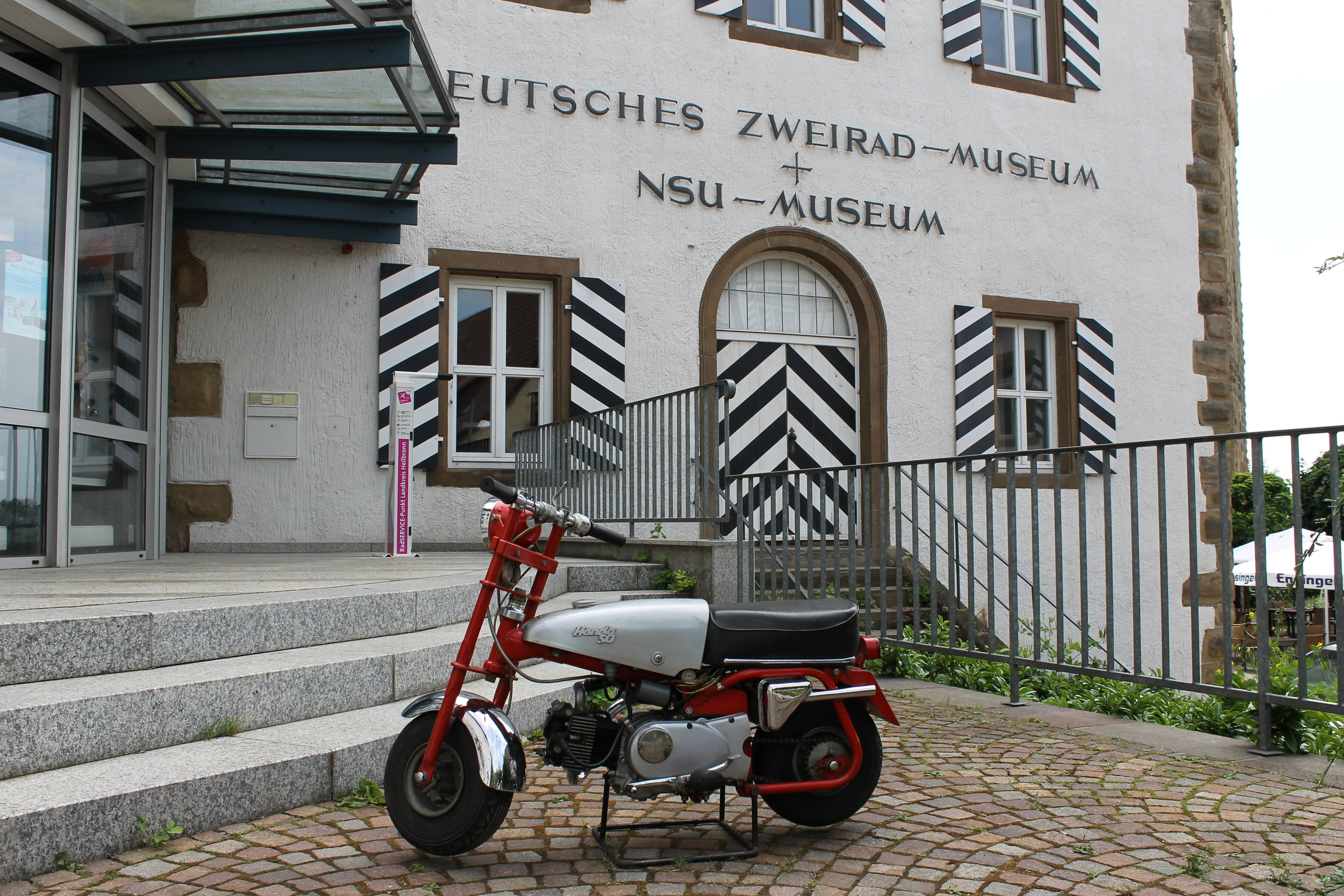

Bei der Z 100 handelt es sich um ein Mini-Moped mit 50-cm³-Viertaktmotor mit OHV, das 1961 im Honda-Vergnügungspark TamaTech erstmals zum Einsatz kam.

## Beschreibung
Die Z 100 ist der Urahn der später von Honda weltweit vermarkteten, sogenannten Monkeys, zu denen in direkter Nachfolge der Z 100 die Honda CZ 100, Z 50 M, Z 50 A, Z 50 Z und Z 50 J gehören, siehe Honda Monkey. Sie zählen zu den Faltkrafträdern und wurden bis in das 21. Jahrhundert von Honda und weiteren Firmen in zahlreichen Varianten hergestellt.
Die Z 100 selbst wurde nie vermarktet und nur in kleiner Stückzahl handgefertigt hergestellt. Der Tank verbirgt sich unter einer Kunststoffblende mit einem einseitigen Tankemblem. Die Z100 war völlig starr, d. h. ohne jegliche Federung und mit kleinen 5-Zoll-Rädern ausgestattet. Aufgrund der übergebeugten Haltung der erwachsenen Fahrer, die wie ein Affe auf diesem Mini-Moped hingen, wurde der Name Monkey (Affe) für diese Motorrad-Modellreihe geboren. Nur drei bekannte Exemplare blieben bis heute erhalten: Das erste befindet sich im Privatbesitz eines Sammlers bei Seattle, das zweite war im Jahr 1964 ein Geschenk der Firma Honda an das Deutsche Zweirad- und NSU-Museum in Neckarsulm und ist dort ausgestellt. Das dritte Exemplar befindet sich in der Honda Collection Hall in der Nähe des Twin Ring Motegi.